# Municipio de Hickory Plain
El municipio de Hickory Plain (en inglés: Hickory Plain Township) es un municipio ubicado en el condado de Prairie en el estado estadounidense de Arkansas. En el año 2010 tenía una población de 616 habitantes y una densidad poblacional de 4,21 personas por km².

## Geografía
El municipio de Hickory Plain se encuentra ubicado en las coordenadas 34°59′12″N 91°44′46″O / 34.98667, -91.74611. Según la Oficina del Censo de los Estados Unidos, el municipio tiene una superficie total de 146.4 km², de la cual 143,05 km² corresponden a tierra firme y (2,29 %) 3,35 km² es agua.

## Demografía
Según el censo de 2010, había 616 personas residiendo en el municipio de Hickory Plain. La densidad de población era de 4,21 hab./km². De los 616 habitantes, el municipio de Hickory Plain estaba compuesto por el 94,64 % blancos, el 3,9 % eran afroamericanos, el 0,49 % eran amerindios, el 0,16 % eran asiáticos y el 0,81 % eran de una mezcla de razas. Del total de la población el 0,97 % eran hispanos o latinos de cualquier raza.